# 11827 Васюдзан
11827 Васюдзан (11827 Wasyuzan) — астероїд головного поясу, відкритий 14 листопада 1982 року.
Тіссеранів параметр щодо Юпітера — 3,588.
Названо на честь Васюдзан (яп. わしゅうざん(鷲羽山) васю:дзан).